# Царь-жрец
Царь-жрец (англ. priest-king ) — в раннюю эпоху развития общества верховный правитель, выполнявший одновременно жреческие функции. Концепция реконструирована Джеймсом Фрейзером на основе различных гетерогенных этнографических фактов («Золотая ветвь»).
Царем-жрецом мог стать только мужчина, прошедший определенный обряд искушения, а также обряд посвящения (инициацию). Новый царь обычно убивал старого, что оказало огромное влияние на развитие мифов и сказок. Цари сменялись через определенный срок в несколько лет, его убивали (приносили в жертву), чтобы отвести беду от страны и т. п. «Царь мог сменяться также, когда он заболевал. Причина насильственной замены старого царя новым кроется в том, что царь, который был одновременно жрецом, магом, от которого зависело благополучие полей и стад, при наступлении старости или незадолго до нее, как полагали, начинал терять свою магическую потенцию, что грозило бедствием всему народу. Поэтому он заменялся более сильным преемником».
Пропп уточняет, что новым царем мог стать не любой человек, а лишь определенный, доказавший свое «магическое» могущество, и видит в этом корни волшебной сказки в аспекте «трудных задач», которые ставятся перед героем, чтобы он мог доказать свои силы.